# Henri-Paul Puel
Pour les articles homonymes, voir Puel.
Henri-Paul Puel, né le 29 juillet 1940, est un ingénieur aéronautique français. Il est célèbre pour avoir dirigé chez Aérospatiale le programme de l’avion de transport régional ATR 42.

## Distinctions
- chevalier de la Légion d'honneur[1]
- En 1994, l’Association des journalistes professionnels de l'aéronautique et de l'espace lui décerne le prix Icare.